# 2020년 하계 올림픽 스리랑카 선수단
2020년 하계 올림픽 스리랑카 선수단은 2021년 일본 도쿄에서 열린 2020년 하계 올림픽에 참가한 올림픽 스리랑카 선수단이다.
스리랑카는 2020년 도쿄 하계 올림픽에 출전했다. 원래 2020년 7월 24일부터 8월 9일까지 열릴 예정이었던 올림픽은 코로나19 범유행으로 인해 2021년 7월 23일부터 8월 8일로 연기되었다. 이는 1976년 몬트리올 하계 올림픽을 제외하고 스리랑카의 18번째 하계 올림픽 출전이었다. 스리랑카의 이전 올림픽 출전 중 7번은 실론(Ceylon)이라는 이름으로 출전했다.
2021년 7월 4일, 유도 선수 차마라 다르마와다나(Chamara Dharmawardana)와 예술 체조 선수 밀카 게하니(Milka Gehani)가 개막식에서 스리랑카의 기수로 발표되었다. 유푼 아베이쿤은 폐막식의 기수이다.
9명의 선수(남자 4명, 여자 5명)로 구성된 스리랑카 팀이 17명의 임원 및 코치와 함께 7개 종목에 출전했다고 2021년 7월 6일에 발표되었다. 스리랑카는 기계 체조와 승마 스포츠로 데뷔했다.
어떤 선수도 자신의 종목에서 다음 라운드에 진출하지 못했고, 스리랑카는 메달 없이 도쿄 올림픽을 마감했다.

## 출전 선수
| 종목     | 남자 | 여자 | 전체 |
| -------- | ---- | ---- | ---- |
| 육상     | 1    | 1    | 2    |
| 배드민턴 | 1    | 0    | 1    |
| 승마     | 0    | 1    | 1    |
| 체조     | 0    | 1    | 1    |
| 유도     | 1    | 0    | 1    |
| 사격     | 0    | 1    | 1    |
| 수영     | 1    | 1    | 2    |
| 전체     | 4    | 5    | 9    |

## 같이 보기
- 올림픽 스리랑카 선수단